# Sự an toàn

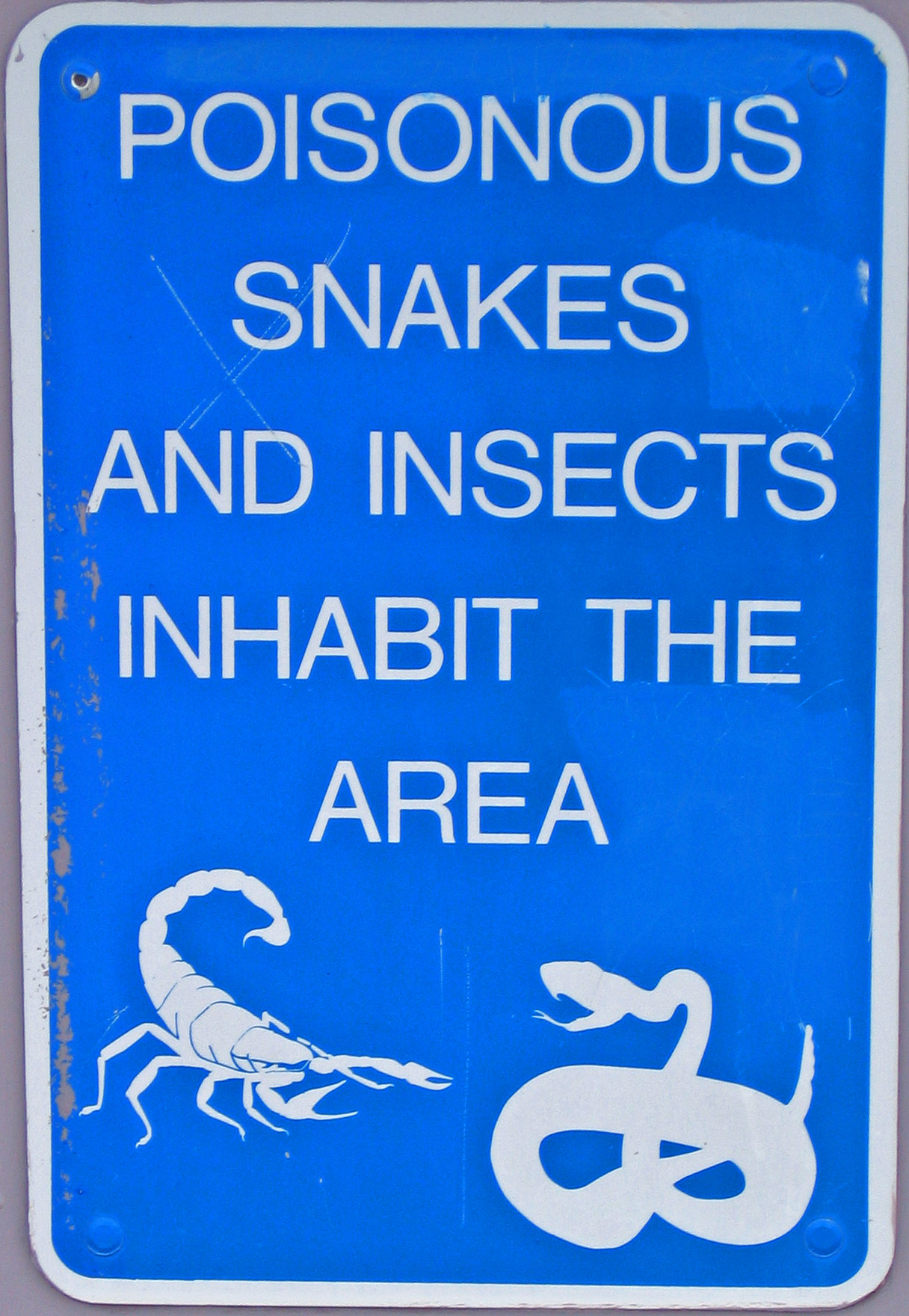
Dấu hiệu cảnh báo, chẳng hạn như cái này, có thể cải thiện nhận thức an toàn.

Sự an toàn là một trạng thái được bảo vệ khỏi sự tổn hại hoặc các kết quả không mong muốn khác. Sự an toàn cũng có thể đề cập đến việc kiểm soát các mối nguy được công nhận để đạt được mức độ rủi ro chấp nhận được.